# Präzisionsschmieden
Das Genauschmieden und Präzisionsschmieden sind Varianten des Gesenkschmiedens ohne Grat mit erhöhter Genauigkeit der gefertigten Bauteile. Sie zielen darauf ab, nachfolgende Prozessschritte wie das Spanen auszulassen, um so den erhöhten Aufwand für die Schmiedeprozesse zu rechtfertigen. Vom Genauschmieden spricht man, wenn die Genauigkeit der Werkstücke zwei ISO-Toleranzklassen besser ist als beim konventionellen Gesenkschmieden, also etwa IT10 oder 11. Einzelne Funktionsflächen bedürfen dann oft keiner Nachbearbeitung und sind einbaufertig. Vom Präzisionsschmieden spricht man ab Qualitäten von IT8 bis 9, in Sonderfällen ist auch IT6 erreichbar.
Um die erforderlichen Genauigkeiten zu erreichen, darf die Masse des Rohteils nur sehr wenig schwanken. Außerdem sind eine genaue Temperaturführung erforderlich, genaue Werkzeuge und eine gleichmäßige Schmierung. Anstelle der üblichen Gesenkschrägen werden Auswerfer benutzt.
Typische Präzisionsschmiedeteile sind Zahnräder und Wellen aus Stahl für die Automobilindustrie. Es wird meistens als Warmumformen für Massen- oder Großserienteile angewendet, um die hohen Kosten für die Gesenke auf möglichst viele Werkstücke zu verteilen.

## Ziele und Vorteile
Das Genau- und Präzisionsschmieden zielt vor allem auf eine Verkürzung der Prozesskette zum fertigen Produkt ab. In der konventionellen Prozesskette wird nach dem Gesenkschmieden mit Grat das Werkstück einer Wärmebehandlung unterzogen, um eine nachfolgende spanende Fertigung zu ermöglichen. Danach folgen das Härten und die Feinbearbeitung (häufig Schleifen). Beim Präzisionsschmieden kann die spanende Fertigung entfallen. Daher kann auch die Schmiedewärme zum Härten und Vergüten genutzt werden, was die Prozesskette zusätzlich verkürzt. Als weiterer Vorteil ergeben sich geringere Materialkosten. Einerseits wird das in Form von Spänen abgetrennte Material eingespart, andererseits können durch einen günstigen Faserverlauf durch den Schmiedeprozess die Bauteile kleiner ausgelegt werden, da sie über eine erhöhte Festigkeit verfügen. Daher ist das Präzisionsschmieden auch für den Leichtbau von Interesse. Weiter ergeben sich neue Gestaltungsmöglichkeiten bezüglich Funktion und Belastbarkeit daraus, dass keine Zustellwege und kein Werkzeugauslauf für die spanende Fertigung nötig sind.

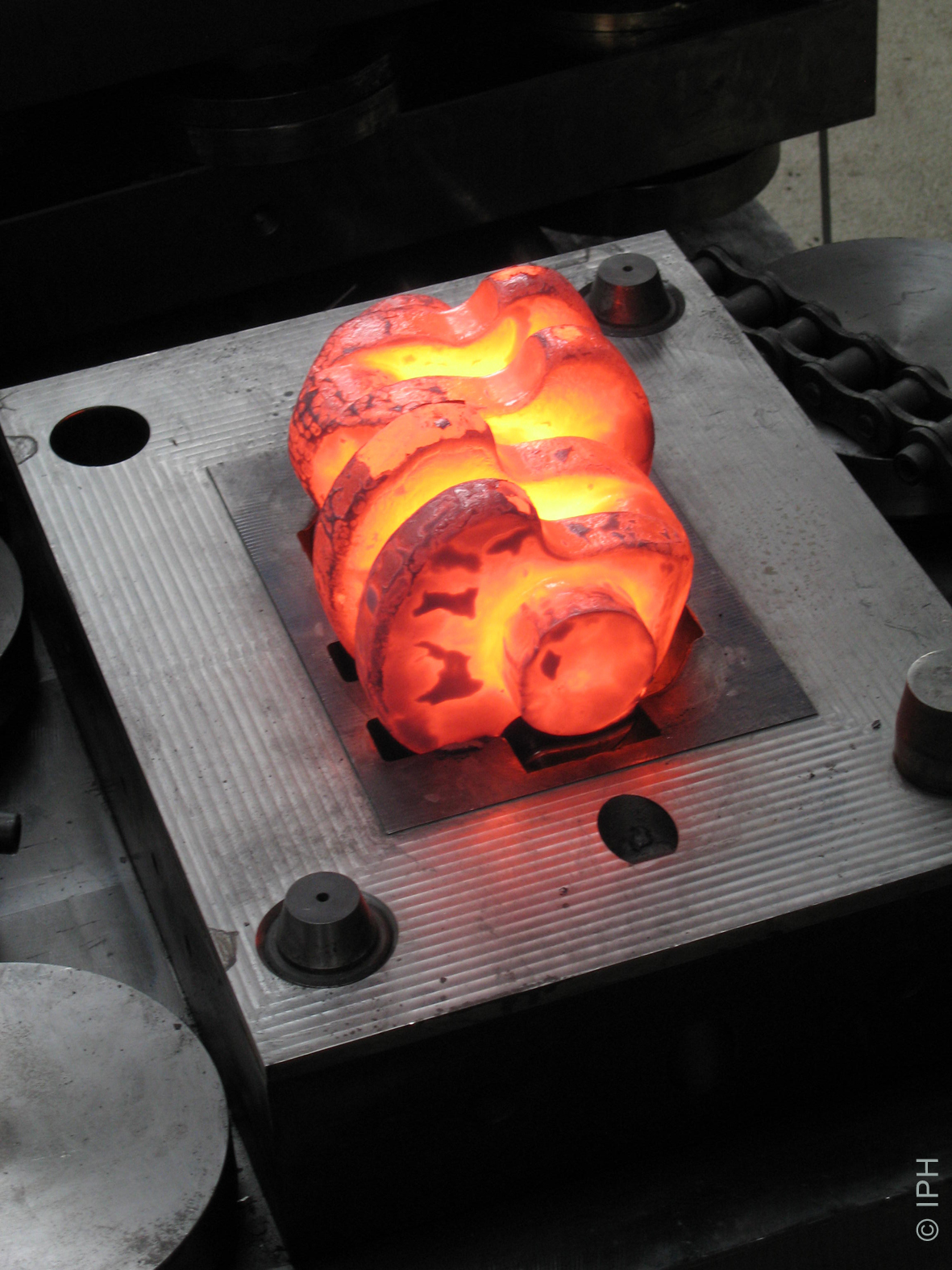
Kurbelwelle direkt nach dem gratlosen Präzisionsschmieden (Forschungsprojekt[3] am IPH).
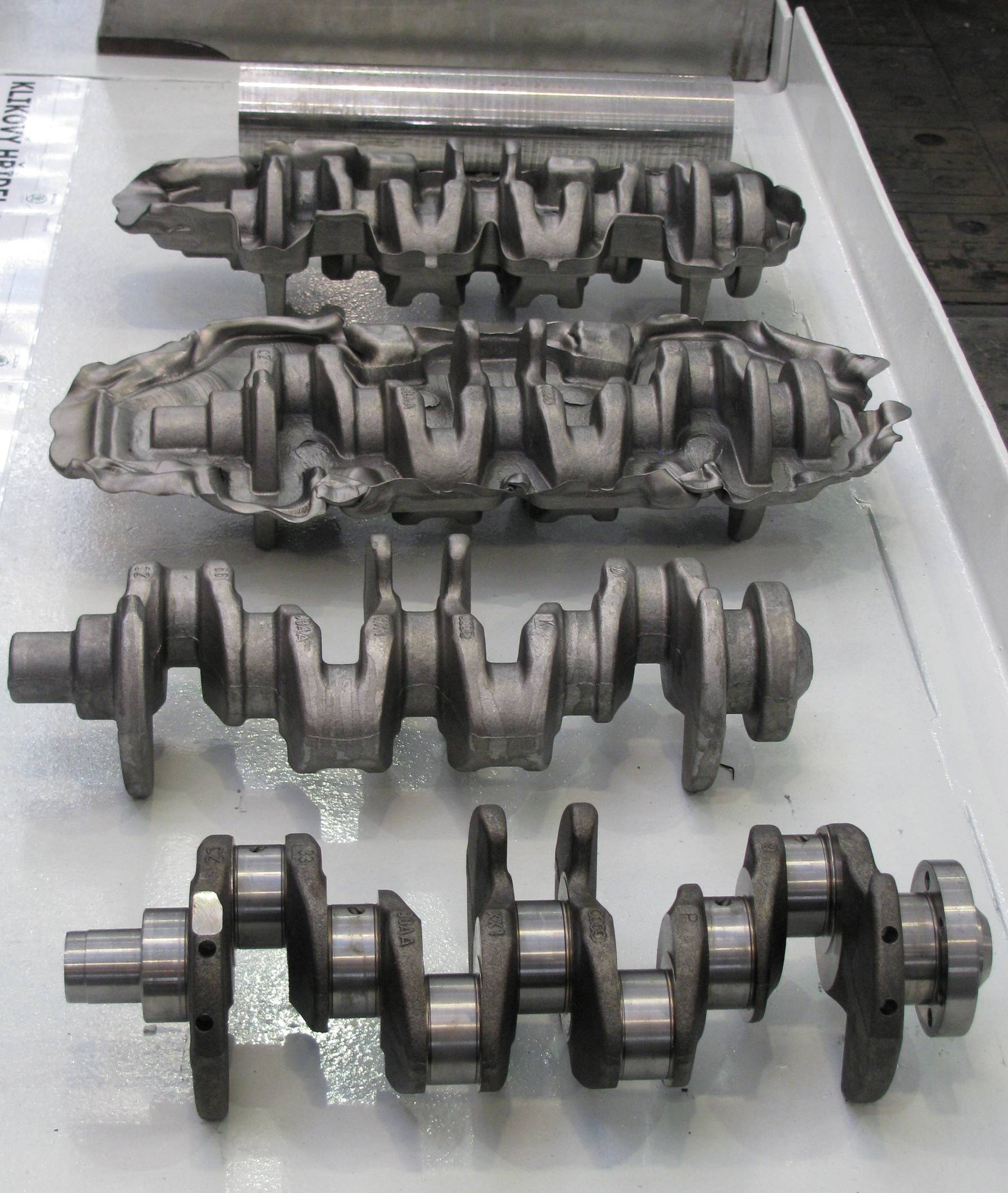
Zum Vergleich konventionell geschmiedete Kurbelwelle. Die hinteren beiden nach dem Schmieden, dann nach dem Abgraten, vorne nach dem Schleifen

## Anforderungen an den Prozess
In allen Prozessschritten werden erhöhte Genauigkeitsanforderungen gestellt, da der Prozess empfindlich auf Schwankungen reagiert.
Dies betrifft die Auslegung und Fertigungsgenauigkeit der Gesenke, das Volumen der Rohteile, ihre Temperatur und die Gesenke wegen der Wärmedehnung, die Werkzeugführung und die Reproduzierbarkeit des gesamten Prozesses.

## Bauteilespektrum
Ein Großteil der Gesenkschmiedeteile geht an die Automobil-Industrie und wird für Getriebeteile wie Zahnräder, Kurbelwellen und Ritzelwellen eingesetzt. Da die spanende Fertigung dieser Bauteile besonders aufwendig ist, ergeben sich hier größere Einsparungen. Auch werden damit Turbinenschaufeln gefertigt und verschiedene Teile für die Flugzeugindustrie wie Fensterrahmen.

## Werkstoffspektrum
Zu 97 % werden Stähle genutzt, da sie eine gute Umformbarkeit im kalten und warmen Zustand aufweisen. Dazu zählen Baustähle, legierte Schmiedestähle, Einsatzstähle, und Vergütungsstähle.

## Werkzeugtechnik

### Schließkonzepte
Um ein Abfließen des Werkstoffes aus dem Gesenk zu verhindern, sind verschiedene Schließkonzepte im Einsatz. Eine Möglichkeit ist die Verwendung eines Stempels, der genau in die Matrize passt. Falls sich der Stempel während der Umformung dreht, kann man damit auch schräg verzahnte Zahnräder herstellen. Eine andere Möglichkeit ist ein Gesenk, das auf Federn gelagert ist (sogenannte schwimmende Matrize). Nach Einlegen des Rohlings wird das Gesenk durch eine Platte (Oberstempel) geschlossen. Die Umformbewegung erfolgt dann durch den Unterstempel.

### Volumenausgleich
Das Formfüllungsverhalten und die erreichbaren Genauigkeiten hängen wesentlich vom Volumen der Rohteile ab. Die Schwankung muss unter 0,5 % liegen. In der industriellen Praxis ist es üblich, Rohmaterial von Stangen oder sonstigen Halbzeugen mittels Scherschneiden abzutrennen, was eine Genauigkeit von höchstens ±1 % erlaubt. Bei zu kleinen Volumen wird die Form nicht vollständig gefüllt, bei zu großen kann sich ungewollt ein Grat bilden oder das Werkzeug geschädigt werden. Auch die Lage und Orientierung der Rohlinge im Gesenk haben Auswirkungen auf den Prozess. Daher werden Konturen im Werkzeug verwendet, um die Rohlinge immer gleich zu positionieren. Das schwankende Volumen kann durch Werkzeug-, Prozess- oder Maschinenlösungen ausgeglichen werden. Überschüssiges Material kann im Werkzeug in Ausgleichsräumen aufgenommen werden. Diese müssen jedoch an Stellen platziert werden, die die Funktion des Bauteils nicht beeinträchtigen. Prozessseitig kann die Volumenänderung durch Umformen in mehreren Schritten erfolgen. Der Rohling weist dann einen kleinen Volumenüberschuss auf und wird im ersten Schritt konventionell gefertigt durch Gesenkschmieden mit Grat, der anschließend abgetrennt wird. Im letzten Schritt erfolgt dann das eigentliche Präzisionsschmieden. Maschinenseitig kann ein Kraftmesser integriert werden, der die Umformkraft misst und bei Überschreiten einer Grenze den Kraftfluss unterbricht.

### Mehrdirektionales Schmieden
Auch durch mehrdirektionales Schmieden können Volumenschwankungen ausgeglichen werden. Hierbei wird die senkrechte Stößelbewegung durch mechanische Elemente in die Waagrechte umgelenkt.